# Riviera Beach (Florida)
Riviera Beach ist eine Stadt im Palm Beach County im US-Bundesstaat Florida mit 37.604 Einwohnern (Stand: 2020).
Riviera Beach hat eine Kriminalitätsrate, die weit über dem US-Durchschnitt liegt, und ist statistisch gesehen eine der gefährlichsten Städte im Palm Beach County. Ebenso hat die Stadt eine sehr hohe Armutsquote.

## Geographie
Die Stadt grenzt direkt nördlich an West Palm Beach und liegt am Atlantischen Ozean. Nach dem United States Census Bureau hat die Stadt eine Gesamtfläche von 25,5 km². Davon sind 21,6 km² Land- und 3,9 km² Wasserfläche.

## Demographische Daten
Laut der Volkszählung 2010 verteilten sich die damaligen 32.488 Einwohner auf 17.124 Haushalte. Die Bevölkerungsdichte lag bei 1504,1 Einw./km². 27,0 % der Bevölkerung bezeichneten sich als Weiße, 65,9 % als Afroamerikaner, 0,4 % als Indianer und 2,4 % als Asian Americans. 2,1 % gaben die Angehörigkeit zu einer anderen Ethnie und 2,3 % zu mehreren Ethnien an. 7,4 % der Bevölkerung bestand aus Hispanics oder Latinos.
Im Jahr 2010 lebten in 33,4 % aller Haushalte Kinder unter 18 Jahren sowie 29,2 % aller Haushalte Personen mit mindestens 65 Jahren. 64,5 % der Haushalte waren Familienhaushalte (bestehend aus verheirateten Paaren mit oder ohne Nachkommen bzw. einem Elternteil mit Nachkomme). Die durchschnittliche Größe eines Haushalts lag bei 2,60 Personen und die durchschnittliche Familiengröße bei 3,22 Personen.
28,0 % der Bevölkerung waren jünger als 20 Jahre, 25,4 % waren 20 bis 39 Jahre alt, 26,4 % waren 40 bis 59 Jahre alt und 20,4 % waren mindestens 60 Jahre alt. Das mittlere Alter betrug 38 Jahre. 47,8 % der Bevölkerung waren männlich und 52,2 % weiblich.
Das durchschnittliche Jahreseinkommen lag bei 37.555 $, dabei lebten 24,1 % der Bevölkerung unter der Armutsgrenze.
Im Jahr 2000 war Englisch die Muttersprache von 90,30 % der Bevölkerung, spanisch sprachen 4,71 % und 4,99 % hatten eine andere Muttersprache.

## Bildung (Schulen)
- Suncoast High School
- Inlet Grove High School
- John F Kennedy Middle School
- West Riviera Elementary School
- Riviera Beach Maritime Academy
- Lincoln Elementary School

## Verkehr
Riviera Beach liegt direkt an der Interstate 95. Durch das Stadtgebiet führen zudem der U.S. Highway 1 sowie die Florida State Roads A1A, 708, 710 und 809.
Der nächste internationale Flughafen ist der 15 Kilometer südlich gelegene Flughafen Palm Beach bei West Palm Beach.
Im Stadtgebiet liegt der Seehafen Palm Beach.

## Kriminalität
Die Kriminalitätsrate lag im Jahr 2010 mit 711 Punkten (US-Durchschnitt: 266 Punkte) im hohen Bereich. Es gab 14 Morde, 13 Vergewaltigungen, 125 Raubüberfälle, 432 Körperverletzungen, 638 Einbrüche, 1.050 Diebstähle, 163 Autodiebstähle und sieben Brandstiftungen.

## Sonstiges
In Riviera Beach ist das Tragen von Baggy Pants verboten. Gegen das Verbot wurde Protest eingelegt, da es gegen den 14. Verfassungszusatz verstoße.